# Alessandro Bertolini

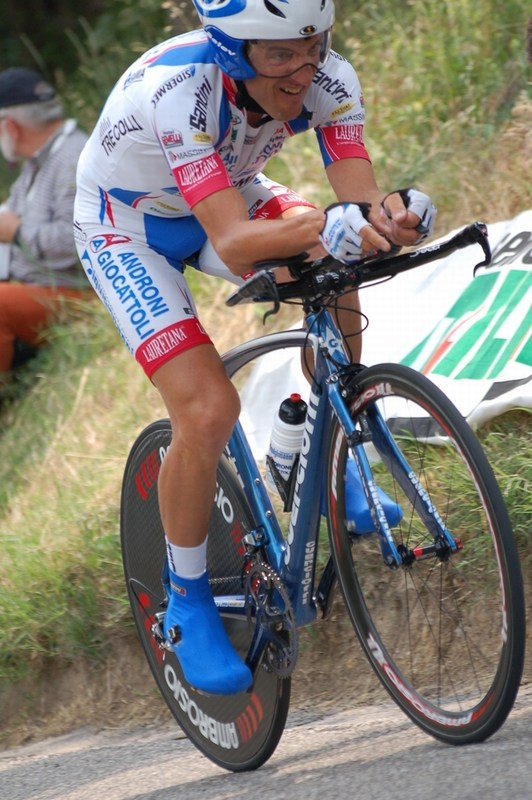
Alessandro Bertolini

Alessandro Bertolini (* 27. Juli 1971 in Rovereto) ist ein ehemaliger italienischer Radrennfahrer.

## Karriere
1992 gewann er als Amateur die Trofeo Gianfranco Bianchin. Alessandro Bertolini begann seine Profikarriere 1994 bei dem Radsportteam Carrera Jeans-Tassoni, nachdem er dort im Vorjahr als Stagiaire fuhr. 1997 feierte er seine ersten Siege, er gewann eine Etappe beim Hofbräu Cup und konnte den belgischen Herbstklassiker Paris-Brüssel gewinnen. 1999 siegte er in der Schynberg-Rundfahrt. Seine erfolgreichste Saison war das Jahr 2007, als er mit dem Giro dell’Appennino, der Coppa Agostoni, dem Giro del Veneto und der Coppa Placci gleich vier schwere italienische Eintagesrennen sowie die Jahreswertung der UCI Europe Tour 2007 gewann. Im Jahr 2008 gewann er eine Etappe des Giro d’Italia.

## Erfolge
1997
- Mannschaftszeitfahren Höfbräu-Cup
- Paris-Brüssel

2001
- Circuito de Getxo

2003
- Piemont-Rundfahrt

2004
- Gesamtwertung und eine Etappe Giro della Provincia di Lucca

2005
- Coppa Sabatini

2006
- eine Etappe Circuit Cycliste Sarthe
- Coppa Agostoni

2007
- eine Etappe Settimana Internazionale
- Giro dell’Appennino
- Coppa Agostoni
- Giro del Veneto
- Coppa Placci
- Gesamtwertung UCI Europe Tour

2008
- eine Etappe Giro d’Italia
- Giro dell’Appennino

2010
- eine Etappe Giro del Trentino

## Grand-Tour-Platzierungen
| Grand Tour            | 1994 | 1995 | 1996 | 1997 | 1998 | 1999 | 2000 | 2001 | 2002 | 2003 | 2004 | 2005 | 2006 | 2007 | 2008 | 2009 | 2010 | 2011 | 2012 |
| --------------------- | ---- | ---- | ---- | ---- | ---- | ---- | ---- | ---- | ---- | ---- | ---- | ---- | ---- | ---- | ---- | ---- | ---- | ---- | ---- |
| Giro d’ItaliaGiro     | –    | –    | –    | –    | –    | –    | –    | –    | 83   | –    | 53   | –    | DNF  | –    | 132  | 92   | 115  | –    | –    |
| Tour de FranceTour    | DNF  | DNF  | DNF  | –    | –    | –    | –    | –    | –    | 146  | –    | 113  | –    | –    | –    | –    | –    | –    | –    |
| Vuelta a EspañaVuelta | –    | –    | –    | –    | –    | –    | –    | –    | –    | 112  | DNF  | –    | –    | –    | –    | –    | –    | –    | –    |

## Teams
- 1994–1995 Carrera Jeans-Tassoni
- 1996 Brescialat
- 1997 MG Maglificio-Technogym
- 1998 Cofidis
- 1999 Mobilvetta Design-Northwave
- 2000–2004 Alessio
- 2005 Domina Vacanze
- 2006–29. Juni 2012 Selle Italia-Serramenti Diquigiovanni / Androni Giocattoli